# 조선인민군 총참모부
조선인민군 총참모부(朝鮮人民軍 總參謀部, 영어: General Staff Department of the Korean People's Army)는 조선인민군의 군사명령기관이다. 

## 체계
국방상의 지시를 받지 않고, 국무위원장의 직접 지시를 받는다. 미국 한국의 합참의장이 대통령의 직접지시를 받아 삼군을 지휘하는 것과 유사하다. 중국, 러시아의 총참모장이 미국의 합참의장을 만나는 뉴스가 종종 보도된다. 이들 국가는 통합군 체제로 육·해·공군 참모총장은 없다 (합동군체제에선 육·해·공군 참모총장이 있다)
인민무력상이 해외방문을 하면 총참모장이 국방부를 총괄한다. 인민무력부의 국장들은 모든 보고서를 인민무력부장과 별도로 총참모장에게도 제출한다. 삼성장군인 중장 위에 상장, 대장, 차수가 있는데, 대장이 차수로 승진하면 총참모장 임명이 점쳐진다.
총참모부 대변인은 수시로 방송에 나와, 대남 무력협박과 대미국 무력협박을 하는 것으로 유명하다. 북조선 군부가 언론에 나와 협박을 했다고 하면, 통상 인민군 총참모부 대변인이다.

## 구성
지휘부에는 한명의 총참모장과 4명의 부총참모장이 존재한다. 총참모부 산하에 10여개 지상군 군단, 4개 기계화군단, 1개 전차군단, 2개 포병군단, 평양방어사령부, 해군사령부, 공군사령부 및 기능 참모조직들을 직접 지휘하며, 대남 공작업무를 맡은 정찰국, 작전국, 감찰국, 군사훈련국, 경보교도지도국 등도 관장한다.

### 조직
- 후방총국
- 정찰국
- 조직동원보충국(대렬보충국)
- 포병사령부
  - 포병지도국
  - 탕크국
  - 탕크지도국
  - 화학국
  - 공병국
  - 반항공국
  - 제1전투훈련국
  - 제2전투훈련국
- 철도사령부
  - 자동차국
  - 지휘자동화국
  - 통신국
  - 탐지전자전국
  - 대외기술총국
  - 대외사업국
  - 종합계획국
  - 군사재정국
- 특수자금처
- 검수국
- 군수계획국
- 623지도국
- 측지국
- 장비국
- 병기국
- 총무국
- 도로국
- 일반건설지도국
- 군사건설국
- 501호건설관리국
- 금강산발전소건설관리국
- 25국(금, 유색금속 생산)
- 군사교육국
- 군사과학국
- 사무처
- 53부
- 변신부
- 참모재정부
- 건물관리처
- 70부
- 석재부
- 장비연구실,
- 619전략연구소
- 평양위수사령부
- 청사경무처
- 최고사령부 군악단

## 조선인민군의 총참모장
- 강건 1948년 2월 - 1950년 9월
- 남일 1950년 9월 - 1953년 8월
- 김광협 1953년 8월 - 1957년 9월
- 리권무 1957년 9월 - 1959년 7월
- 김창봉 1959년 7월 - 1962년 10월
- 최광 1962년 10월 - 1968년 12월
- 오진우 1968년 12월 - 1972년 12월
- 오진우 1972년 12월 - 1979년 9월
- 오극렬 1979년 9월 - 1988년 2월
- 최광 1988년 2월 - 1994년 2월
- 오진우 1988년 2월 - 1995년 2월 25일, 공동
- 최광 1994년 2월 - 1995년 12월, 공동
- 김영춘 1995년 12월 - 2007년 4월
- 김격식 2007년 4월 - 2010년 2월
- 리영호 2010년 - 2012년 7월
- 현영철 2012년 - 2013년
- 김격식 2013년 - 2013년 10월
- 리영길 : 2013년 10월 ~ 2016년 2월 21일
- 리명수 : 2016년 2월 22일[2] ~ 2018년 6월
- 리영길 : 2018년 6월 ~ 2019년 9월
- 박정천 : 2019년 9월 ~ 2021년 9월
- 림광일 : 2021년 9월 ~ 2022년 6월
- 리태섭 : 2022년 6월 ~ 현재

### 조선인민군 부총참모장
- 리상조(李相朝) 1948년 ~ 1950년, 다른 이름 김택명(金澤明)
- 유성철(柳城鐵) 1950년 ~ , 작전국장으로 재직 중 부총참모장 겸직
- 오극렬(吳克烈) 1977년 10월 ~
- 정창렬 1984년 1월 ~
- 박승원 1992년 4월 ~ 1994년 10월
- 전진수(全鎭洙) 1994년 10월 ~ 1997년 6월
- 리봉죽(李鳳竹) 1997년 6월 ~

- 오금철 2008년 4월 ~
- 홍계성
- 김명식
- 김영철, 2010년 ~ , 총참모부 부총참모장 겸 정찰총국장

- 오금철, 2016년 ~ , 복수, 대장
- 김수학, 2016년 ~ , 복수, 중장
- 방관복, 2016년 ~ , 복수, 중장
- 김명환, 2016년 ~ , 복수, 상장
- 박정천, 2016년 ~ , 복수, 중장
- 김명식, 2016년 ~ , 복수, 중장

### 조선인민군 제1부총참모장
- 김춘삼 2010년 9월 28일 ~
- 림광일 2016년 ~ 2021년 9월 (대장진급 후 총참모장으로 승진)

## 같이 보기
- 인민무력부 총참모부 정찰국 - 김신조, 김현희, 아웅산 테러, 각종 무장공비 사건
- 인민무력부 총참모부 경보교도지도국 - 영화 쉬리, 특수8군단
- 대한민국 합동참모본부
- 조선인민군의 최고사령관